# (152227) Argoli
(152227) Argoli ist ein Asteroid des Hauptgürtels, der am 24. September 2005 vom italienischen Amateurastronomen Vincenzo Silvano Casulli am Observatorium Vallemare di Borbona entdeckt wurde.
Casulli hat den Asteroiden nach dem italienischen Astronomen Andrea Argoli benannt. Er hob dabei die von Argoli erstellten Ephemeriden und seinen Beitrag zur Verbreitung von Harveys Theorie des Blutkreislaufs hervor.